# 张军 (航空交通工程技术专家)
张军（1965年7月30日—），男，原籍四川岳池，生于安徽合肥，中国航空交通工程技术专家，中国工程院院士，曾任北京航空航天大学党委书记、北京理工大学校长，现任北京理工大学党委书记。

## 生平
1987年、1990年、2001年先后获得北京航空航天大学工学学士、硕士、博士学位。
2014年11月任北京航空航天大学党委副书记、副校长。2015年9月任北京航空航天大学党委书记。
2017年12月任北京理工大学校长、党委副书记。
2022年4月转任北京理工大学党委书记。

## 荣誉
2013年当选为中国工程院院士。
中国教育部长江学者特聘教授。